# IPhone X
iPhone X (известен, как iPhone 10) — смартфон корпорации Apple семейства iPhone. Представлен 12 сентября 2017 года вместе с iPhone 8 и iPhone 8 Plus в Театре Стива Джобса. Этот смартфон использует процессор Apple A11.
Модели iPhone 8 и iPhone X были выпущены вместо iPhone 9 из-за того, что выпуск модели iPhone X был приурочен к десятой годовщине iPhone.
iPhone X получил положительные отзывы. Его дисплей и качество сборки были высоко оценены, камера также получила положительные оценки на тестах. Смартфон получил совершенно новый метод аутентификации при помощи лица — Face ID.

## Особенности iPhone X
- Экран Super Retina с разрешением 2436×1125, при диагонали 5,8 дюйма, 458ppi[5]; впервые среди продуктов Apple используется технология OLED.
  - Поддерживается HDR, Dolby Vision и True Tone.
  - Сенсорный модуль дисплея распознает силу нажатия на экран «3D Touch».
  - В верхней части дисплея имеется вырез для фронтальной камеры и прочих сенсоров, по краям от выреза расположена информация из верхней статусной полосы (сигнал сетей связи, уровень заряда).
- Для быстрой разблокировки и подтверждений Apple Pay и других сервисов применяется новая технология — Face ID — она распознает лицо владельца телефона. Ранее использовавшийся метод авторизации при помощи отпечатка пальца (Touch ID) более не поддерживается, у телефона нет кнопки Home («Домой»).
- SOC Apple A11 Bionic Neural, в которой использованы разработанные Apple шестиядерный процессор CPU, трёхблочный видеопроцессор GPU, сопроцессор движения и «нейронный движок» Neural Engine. Последний применяется для машинного обучения, например, в технологии Face ID.
- Основная камера имеет разрешение 12 Мп и использует двойную оптическую стабилизацию. Доступна вспышка TrueTone из 4 светодиодов с повышенной однородностью засветки.
- Передняя камера TrueDepth имеет 7 Мп, может снимать серии и видео 1080p. Добавлен портретный режим и режим переноса мимики на анимированные эмодзи «Animoji».
- Заряда аккумулятора смартфона хватает на 2 часа использования больше, чем iPhone 7.
- Поддерживается беспроводная зарядка Air Power (впоследствии запланированный выпуск AirPower был отменён), используется стандарт Qi.
- Смартфон доступен в вариантах с 64 ГБ и 256 ГБ флеш-памяти[5].

## Спецификации

### Беспроводные сети
- Модель A1865
- FDD-LTE (диапазоны 1, 2, 3, 4, 5, 7, 8, 12, 13, 17, 18, 19, 20, 25, 26, 28, 29, 30, 66)
- TD-LTE (диапазоны 34, 38, 39, 40, 41)
- TD-SCDMA 1900 (F), 2000 (A)
- CDMA EV-DO Rev. A (800, 1900, 2100 МГц)
- UMTS/HSPA+/DC-HSDPA (850, 900, 1700/2100, 1900, 2100 МГц)
- GSM/EDGE (850, 900, 1800, 1900 МГц)
- Модель A1901
- FDD-LTE (диапазоны 1, 2, 3, 4, 5, 7, 8, 12, 13, 17, 18, 19, 20, 25, 26, 28, 29, 30, 66)
- TD-LTE (диапазоны 34, 38, 39, 40, 41)
- UMTS/HSPA+/DC-HSDPA (850, 900, 1700/2100, 1900, 2100 МГц)
- GSM/EDGE (850, 900, 1800, 1900 МГц)
- Все модели
- Wi-Fi 802.11ac с технологией MIMO
- Беспроводная технология Bluetooth 5.0
- NFC с поддержкой режима считывания

### Средства определения местонахождения
- Assisted GPS, ГЛОНАСС, Galileo и QZSS
- Цифровой компас
- Wi-Fi
- Сотовая связь
- Функция точного определения местоположения iBeacon[6]

Дисплей выполнен с применением матрицы типа Amoled. Диагональ дисплея составляет 5,8 дюйма, разрешение — 2436×1125 пикселей, плотность изображения — 458 точек на дюйм.
Используются технологии Dolby Vision, HDR 10 и ранее опробованная на iPad Pro система оптимизации цвета True Tone.
Дисплей произведен компанией Samsung, применяющей дисплеи типа AMOLED и в собственных смартфонах. Характерное расположение субпикселей основных цветов имеет название Diamond Pixel, эта схема сменила PenTile в 2013 году для всех экранов AMOLED Samsung.

### Питание и аккумулятор
По заявлению Apple, iPhone X работает до 2 часов дольше, чем iPhone 7.
| Использование                                  | Время, ч |
| ---------------------------------------------- | -------- |
| В режиме разговора (с беспроводной гарнитурой) | до 21    |
| При работе в интернете                         | до 12    |
| Воспроизведение видео по беспроводной сети:    | до 13    |
| Воспроизведение аудио по беспроводной сети:    | до 60    |

### Датчики
- Face ID
- Барометр
- Трёхосевой гироскоп
- Акселерометр
- Датчик приближения
- Датчик внешней освещённости

## Программное обеспечение
Изначально операционной системой iPhone X была iOS 11, поддерживается обновление до iOS 16. Вариант ОС для iPhone X немного отличается от этой версии на предыдущих поколениях iPhone. В частности, изменён интерфейс для адаптации к асимметрии верхней части экрана. В iOS 11 используется новая система жестов для замены действий, которые ранее выполнялись нажатием кнопки Home.

## Продажи
Предзаказ устройства открылся 27 октября 2017 года.
В розничную продажу смартфон поступил во многих странах с 3 ноября 2017 года.
Цена устройства в варианте 64 ГБ составит приблизительно 1 тысячу долларов США, 1 тысячу фунтов, 1180 евро; модель с 256 ГБ стоит 1150 долларов, 1350 евро (компания объясняет разницу в ценах между странами НДС и пошлинами). 

iPhone X дороже, чем iPhone 8 и 8 Plus — цены на модель 8 начинаются примерно с 700 долларов, 8+ — с 800 долларов (по оценкам TechInsights себестоимость компонентов iPhone X составляет порядка 360 долларов США).
В России младшая модель стоит около 80 тыс. рублей, старшая — около 92 тыс. рублей. Как и в случае со многими предыдущими моделями, все официальные магазины устанавливают одинаковые цены в рамках всей страны.
Согласно исследованию аналитической компании Counterpoint, Apple получила около 86 % всей прибыли на рынке смартфонов в 4 квартале 2017 года, наиболее прибыльным оказался iPhone X, на который пришлось 35 % глобальной выручки всего сегмента.
С появлением в продаже новейших iPhone Xs и Xr осенью 2018, iPhone X был объявлен устаревшим и снят с производства, но позже в Apple решили возобновить его выпуск для продажи в некоторых странах; продажи iPhone Xs и Xr не оправдали ожиданий Apple и поэтому на тех рынках, где продажи айфонов упали больше всего, старый более дешёвый iPhone X снова вернулся на прилавки. iPhone X доступен в серебристом и черном цвете.

## Скорость беспроводной связи
| Тип сотовой сети/беспроводной технологии | Класс             | Частоты, на которых работает сеть | Максимальная скорость Downlink (Mbps) | Максимальная скорость Uplink (Mbps) | Современность        |
| ---------------------------------------- | ----------------- | --------------------------------- | ------------------------------------- | ----------------------------------- | -------------------- |
| GPRS                                     | 2G (2.5G)         | 850, 900, 1800, 1900 МГц          | 0.04                                  | Неизвестно                          | Технология устарела  |
| EDGE                                     | 2G (2.75G)        | 850, 900, 1800, 1900 МГц          | 0.38                                  | Неизвестно                          | Технология устарела  |
| UMTS                                     | 3G                | 850, 900, 1900, 2100 МГц          | 3.6                                   | Неизвестно                          | Технология актуальна |
|                                          | 3G (3.5G)         | 850, 900, 1900, 2100 МГц          | 14.4                                  | 5.7                                 | Технология актуальна |
| HSPA+                                    | 3G (3.75G)        | 850, 900, 1900, 2100 МГц          | 21                                    | 5.7                                 | Технология актуальна |
| DC-HSDPA                                 | 3G (3.95G)        | 850, 900, 1900, 2100 МГц          | 84                                    | 5.7                                 | Технология актуальна |
| CDMA EV-DO Rev. A                        | 3G (3.5G)         | 800, 1900 МГц                     | 3.1                                   | 1.8                                 | Технология актуальна |
| CDMA EV-DO Rev. B                        | 3G (3.5G)         | 800, 1900 МГц                     | 4.9                                   | 2.4                                 | Технология актуальна |
| LTE                                      | 4G (4.0G)         | 800, 1900, 2600 МГц               | 600                                   | 600                                 | Технология актуальна |
| Wi-Fi                                    | 802.11 a/b/g/n/ac | 2,4 ГГц и 5 ГГц                   | 866                                   | 866                                 | Технология актуальна |
| Bluetooth 5.0                            | 802.15.4          | 2,4 ГГц                           | 1.0                                   | 1.0                                 | Технология актуальна |